# 浓红银矿
浓红银矿（英語：Pyrargyrite）是一种含銀和锑的硫盐矿物，组成为Ag
3SbS
3，是一种重要的银矿石。该矿通常存在于方解石，以及含金方铅矿，天然银，天然砷的矿脉中。
另一种称为淡红银矿的矿物与浓红银矿类质同晶，不同之处是砷原子取代了锑。但是这两种矿物不共生，浓红银矿中砷原子取代锑的比率小于3%，反之亦然。